# Národní park Sonfjället
Národní park Sonfjället [Sónfjélet] (dříve psaný Sånfjället, v místní dialektu také Sôna), je národní park nacházející se v historické provincii Härjedalen, v kraji Jämtland ve středním Švédsku. Byl založen v roce 1909 a stal se tak jedním z nejstarších evropských národních parků. Po rozšíření plochy v roce 1989 má rozlohu 103 km2.
Hornatá oblast je plná velkých balvanů, protkaná řadou jezer. Kolem horské oblasti se nachází rozsáhlá lesní oblast.
Park je známý zvířaty, která v něm žijí: domácí populace medvědů a velká populace losů. Další zvířata jsou také běžná, včetně vlků a rysů.

## Etymologie
Národní park je pojmenován po hoře Sonfjället, který dosahuje výšku 1278 m n. m. Přesný význam slova son v tomto kontextu není znám. Název může souviset se staroseverským slovem sunna, které znamená slunce, a Sonfjället by tak doslova znamenal „sluneční fell“.  Tato teorie však byla označena za spornou, mj., že je v rozporu s místní výslovností. 

Mezi lety 1919 až 2010 se jméno oficiálně psalo jako Sånfjället, ve verzi, o které si místní vláda myslela, že lépe reprezentuje výslovnost, avšak v roce 2010 byl oficiální pravopis vrácen do podoby Sonfjället. 